# Цися-Воля
Ци́ся-Во́ля (пол. Cisia Wola) — село в Польше в сельской гмине Ксёнж-Вельки Мехувского повета Малопольского воеводства.
Село располагается в 3 км от административного центра гмины села Ксёнж-Вельки, в 10 км от административного центра повета города Мехув и в 42 км от административного центра воеводства города Краков. Через село проходит краевая дорога 7.
В 1975—1998 годах село входило в состав Келецкого воеводства.